# يوم القدس (إسرائيل)
يوم القدس هو عيد وطني إسرائيلي يتم إحيائه في يوم ذكرى ضم القدس الشرقية (بما في ذلك البلدة القديمة) وتوحيدها مع القدس الغربية في أعقاب حرب 1967، والتي شهدت احتلال إسرائيل للقدس الشرقية والضفة الغربية، يتم الاحتفال به سنويًا في يوم 28 أيار حسب التقويم العبري، ويتم الاحتفال به رسميًا في جميع أنحاء إسرائيل.أعلنتالحاخامية الكبرى في إسرائيل أن يوم القدس هو يوم ديني صغير، لأنه يمثل استعادة الشعب اليهودي حرية الوصول إلى حائط المبكى.